# Dům U černého orla (Plzeň)
Dům U černého orla je dvoupatrový řadový městský dům ve východní frontě domů na náměstí Republiky v Plzni.

## Historie
Jádro domu pochází pravděpodobně z počátku 17. století, na začátku 18. století byl pak dům přestavěn barokně, v polovině 19. století (kolem roku 1860) byly odstraněny renesanční štíty a fasáda byla upravena v romantickém stylu. Ve. 2. polovině 20. století byl dům využíván jen minimálně (obchody v parteru) a postupně chátral. V letech 2017–18 byl dům kompletně renovován.
Od roku 1958 je dům chráněnou kulturní památkou.

## Majitelé a provozovny v domě
V letech 1617–1705 dům vlastnila rodina Stehlíků z Čenkova, krátce zde žil plzeňský měšťan Bartoloměj Stehlík st. z Čeňkova. Když v roce 1705 objekt koupil plzeňský primátor Jan Petr Vodička, byl dům zdevastován po velkém požáru v roce 1693. Dům byl právovárečný a až do roku 1814 se v něm nacházela sladovna. Od poloviny 19. století pak v domě provozoval lékárnu Vilém Peitner (též Peithner).

## Architektura
Dvopatrový dům je v půdorysu mírně zalomený a je završený podélnou sedlovou střechou krytou taškami. Fasáda kombinuje novorománské a novorenesanční prvky, které se pak uplatňují i v interiérech. V přízemí je uprostřed umístěn bosovaný portál s kartuší ve vrcholu, vedle něj pak dva menší, podobně řešené portály (aktuálně výlohy). Patra jsou členěna lizénami a římsami. Okna, uprostřed sdružená, jsou v prvním patře oblouková, ve druhém obdélníková a vsazená v profilovaných šambránách. Pod korunní římsou je umístěn štukový vlys se lvími hlavami.
V rámci rekonstrukce v letech 2017–18 byla restaurována mimo jiné také bosáž a hlavní portál byl opatřen replikou původních domovních dveří. Ve dvoře byla na východní křídlo budovy instalována replika dřevěné pavlače. V interiéru proběhlo například restaurování parketových podlah, oprava dřevěného schodiště a konzervace a případné doplnění originálních zlacených papírových tapet. Investoři byli za realizaci rekonstrukce objektu navrženi na cenu Patrimonium pro futuro v kategorii Obnova památky.